# Walter Lavalleja
Walter Lavalleja Sarriés Cabrera (Montevideo, 19 de abril de 1927-Montevideo, 17 de febrero de 2015) fue un arquitecto e ingeniero uruguayo especializado en infraestructura deportiva y comercial.
Es conocido por el ser artífice de la construcción de varios de los estadios más famosos de Sudamérica, como el Alejandro Villanueva, el Monumental de Lima, el Beira-Rio, el Monumental Isidro Romero Carbo, entre otros.

## Biografía
Walter Lavalleja fue un destacado ingeniero uruguayo nacido en la ciudad de Montevideo el 19 de abril de 1927.
Lavalleja estudió ingeniería civil en la Universidad de la República de Montevideo, donde se graduó en 1943. Posteriormente, continuó su formación en el Instituto Tecnológico de Massachusetts (MIT) en Estados Unidos, donde obtuvo una maestría en ingeniería en 1946. En 1961, a la edad de 34 años, fue becado para hacer un posgrado en administración de empresas en la Universidad Getulio Vargas de Brasil. Asimismo, en Brasil también, se especializó en infraestructura comercial.
A su regreso a Uruguay, Lavalleja comenzó a trabajar en el Ministerio de Obras Públicas, donde tuvo la oportunidad de desempeñarse en diversos proyectos de ingeniería, como la construcción de carreteras y puentes. También participó en la planificación y diseño de importantes obras hidráulicas en Uruguay, como el proyecto del embalse del Río Negro y la construcción de la presa de Rincón del Bonete.
Además de su trabajo en el sector público, Lavalleja también fue profesor de ingeniería en la Universidad de la República y en la Universidad ORT de Uruguay. También participó en proyectos de cooperación técnica con otros países de la región, como Perú, Argentina, Paraguay y Brasil.
En reconocimiento a su importante contribución al desarrollo de la ingeniería en Uruguay y en América Latina, Lavalleja recibió numerosas distinciones y premios a lo largo de su carrera. Fue miembro de la Academia Nacional de Ingeniería de Uruguay y de la Academia Nacional de Ciencias de Argentina.
Walter Lavalleja, hacedor de famosísimas estructuras deportivas en Sudamérica, falleció en Montevideo, el 17 de febrero de 2015, a la edad de 87 años.

## Construcción y remodelación de estadios
Es Brasil, en el que ingresa a trabajar a la empresa Brasilar, empresa que se encargó de la construcción del Estadio Beira-Rio, de Porto Alegre, la que sería su primera experiencia en la edificación de un escenario deportivo.
Posteriormente se mudó a Perú en los años 60 y fue el hacedor de la construcción del Estadio Alejandro Villanueva, recinto propiedad del Club Alianza Lima, además fue dirigente aliancista hasta finales de la década de 1970. Tras culminar la obra, Sarriés dejó Brasilar y fundó la compañía Progreso International. De allí en adelante estuvo relacionado en la construcción y remodelación de otros colosos deportivos, cómo el George Capwell en Ecuador y el Estadio Azteca en México.
En los estadios de Alianza Lima y Barcelona de Guayaquil, Lavalleja se ocupó desde el diseño hasta la estructura financiera y la comercialización de los palcos que permitían la autofinanciación de las obras.
Mención especial el diseño del Estadio Monumental del Club Universitario de Deportes. Fue construido conforme al Manual de Especificaciones Técnicas de la FIFA para estadios del nuevo milenio y para finales del campeonato mundial.[cita requerida]
| Nombre                       | Dueño                     | País    | Ref.  |
| ---------------------------- | ------------------------- | ------- | ----- |
| Estadio Beira-Rio            | Sport Club Internacional  | Brasil  |       |
| Estadio Alejandro Villanueva | Alianza Lima              | Perú    | [ 7 ] |
| Estadio Monumental           | Universitario de Deportes | Perú    | [ 8 ] |
| Estadio Hernando Siles       | Gobierno de La Paz        | Bolivia |       |
| Estadio Isidro Romero Carbo  | Barcelona Sporting Club   | Ecuador |       |
| Estadio George Capwell       | Club Sport Emelec         | Ecuador |       |
| Estadio Azteca               | Grupo Televisa            | México  |       |